# Halocarpus biformis
Halocarpus biformis, comúnmente conocido como pino amarillo (yellow pine) o pino rosa (pink pine), es un árbol de las coníferas que es endémico de Nueva Zelanda. El árbol puede lograr alturas de 10m, pero en áreas abiertas es usualmente un arbusto bajo extendido. Se le encuentra en elevaciones más altas en la Meseta Volcánica de la Isla del Norte y en altitudes más bajas en la Isla Sur e Isla Stewart. La especie era anteriormente conocida como Dacrydium biformis.